# 山口泉
山口 泉（やまぐち いずみ、1955年7月28日 - ）は、日本の小説家。長野県長野市生まれ。男性。本名、同じ。沖縄県在住。

## 経歴
東京藝術大学美術学部在学中の1977年に、「夜よ、天使を受胎せよ」で第13回太宰治賞優秀賞。
1989年、「宇宙のみなもとの滝」で第1回日本ファンタジーノベル大賞優秀賞受賞。他に「世の終わりのための五重奏」「悲惨鑑賞団」など。現在『週刊金曜日』に「肯わぬ者からの手紙」月1回連載中。

## 著書
- 『吹雪の星の子どもたち』径書房　1984
- 『旅する人びとの国』筑摩書房、1984
- 『星屑のオペラ』径書房　1985
- 『世の終わりのための五重奏』河出書房新社　1987
- 『宇宙のみなもとの滝』新潮社、1989
- 『アジア、冬物語』オーロラ自由アトリエ　1991
- 『ホテル物語 十二のホテルと一人の旅人』NTT出版　1993
- 『悲惨観賞団』河出書房新社、1994
- 『「新しい中世」がやってきた! 停滞の時代の生き方』岩波書店、1994
- 『テレビと戦う』日本エディタースクール出版部　1995
- 『オーロラ交響曲の冬』河出書房新社　1997
- 『ホテル・アウシュヴィッツ 世界と人間の現在についての七つの物語』河出書房新社　1998
- 『永遠の春』河出書房新社　2000
- 『神聖家族』河出書房新社　2003
- 『宮澤賢治伝説 ガス室のなかの「希望」へ』河出書房新社　2004　人間ドキュメント ISBN 4309016537
- 『アルベルト・ジャコメッティの椅子』芸術新聞社　2009
- 『原子野のバッハ 被曝地・東京の三三〇日』勉誠出版　2012 ISBN 458529029X
- 『避難ママ－沖縄に放射能を逃れて』オーロラ自由アトリエ　2013
- 『辺野古の弁証法——ポスト・フクシマと「沖縄革命」』オーロラ自由アトリエ　2016
- 『重力の帝国——世界と人間の現在についての十三の物語』オーロラ自由アトリエ　2018
- 『まつろわぬ邦からの手紙——沖縄・日本・東アジア年代記　2016年1月—2019年3月』オーロラ自由アトリエ　2019
- 『死の国からも、なお、語られ得る「希望」はあるか？』（画文集）オーロラ自由アトリエ　2021　※2023年秋、足利市立美術館にて同絵画展開催。
- 『吹雪の星の子どもたち　翡翠の天の子どもたち』オーロラ自由アトリエ　2023

## その他
- 『さだ子と千羽づる』（オーロラ自由アトリエ　1994）制作協力・監修・解説
- 『松下竜一　その仕事』（1998～2002　全30巻　河出書房新社）解説